# Valdunquillo
Valdunquillo ist ein nordspanisches Dorf und Hauptort einer Gemeinde (municipio) mit 116 Einwohnern (Stand: 2024) in der Provinz Valladolid in der Autonomen Gemeinschaft Kastilien-León. 

## Lage und Klima
Valdunquillo liegt in der Region Tierra de Campos auf der kastilischen Hochebene in einer Höhe von ca. 740 m. Die Provinzhauptstadt Valladolid befindet sich mit ihrem Stadtzentrum etwa 58 Kilometer (Fahrtstrecke) südöstlich. 
Das Klima im Winter ist durchaus kalt, im Sommer dagegen warm bis heiß; die eher spärlichen Regenfälle (ca. 471 mm/Jahr) fallen überwiegend im Winterhalbjahr.

## Bevölkerungsentwicklung
| Jahr      | 1970 | 1981 | 1991 | 2001 | 2011 | 2021 |
| Einwohner | 282  | 221  | 298  | 223  | 175  | 138  |

## Sehenswürdigkeiten
- Ruine der alten Peterskirche
- Ruine der Marienkirche
- Peterskirche, früherer Konvent Nuestra Señora de la Merced Descalza
- Herzogspalast

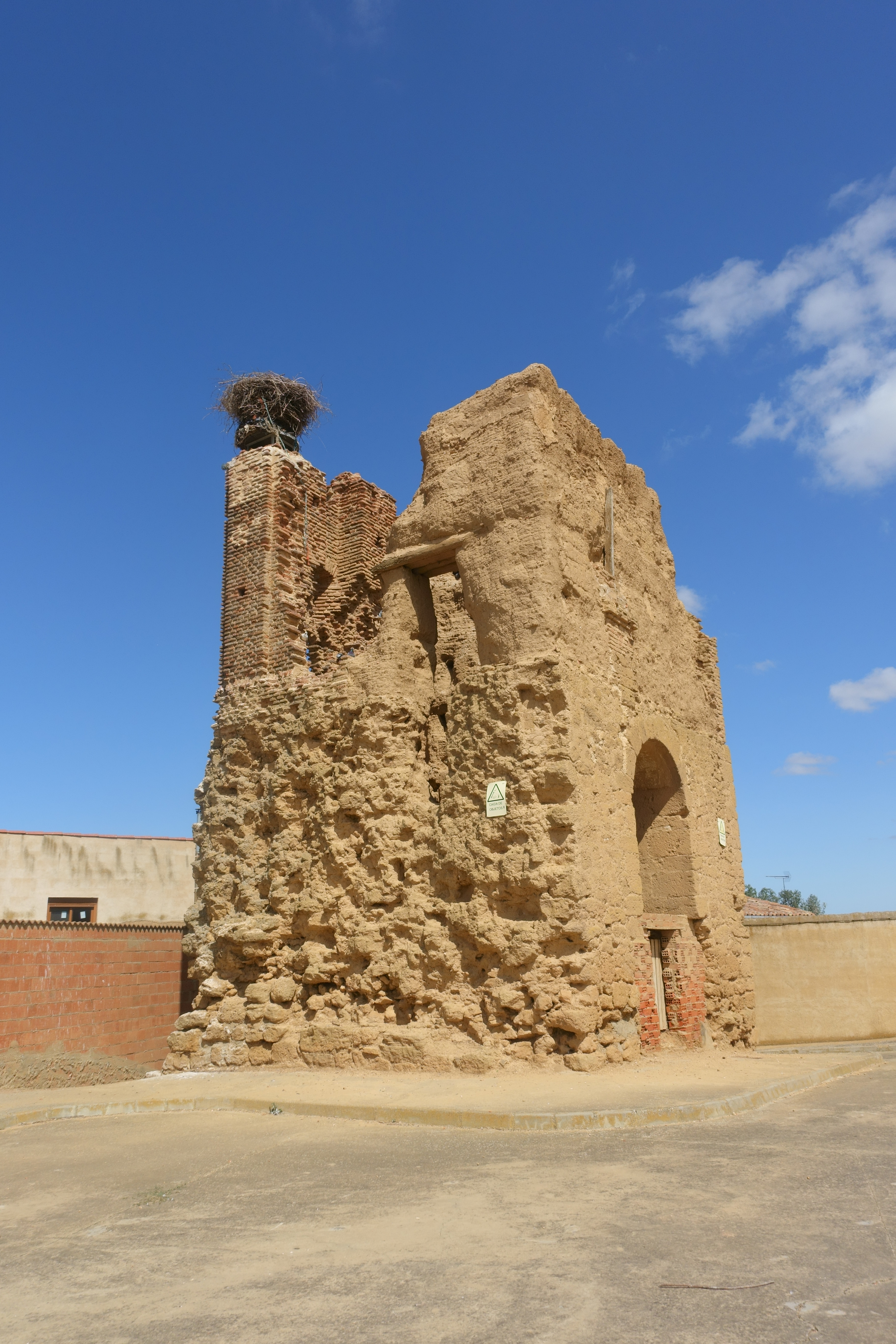
Reste der Peterskirche
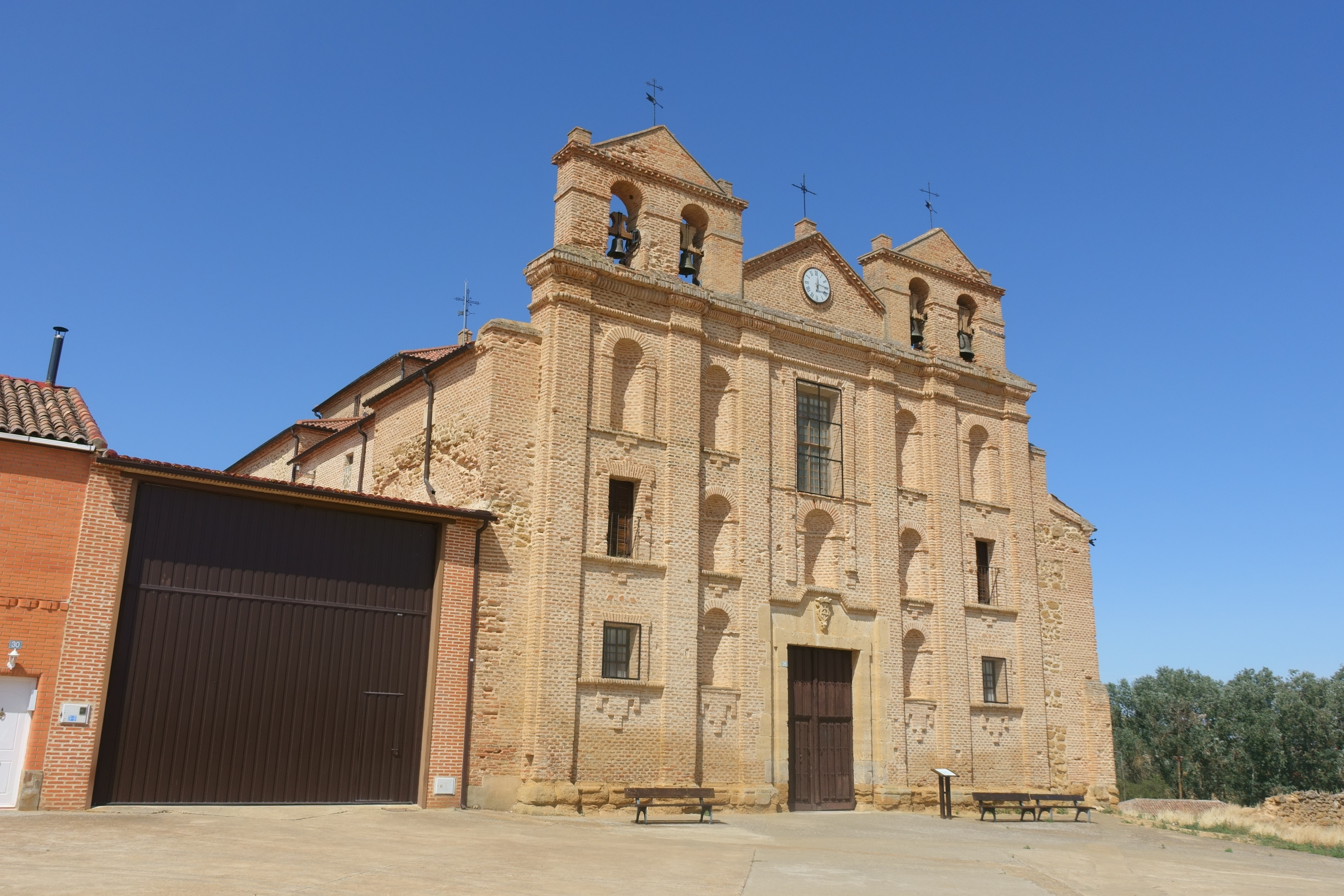
Peterskirche des früheren Konvents
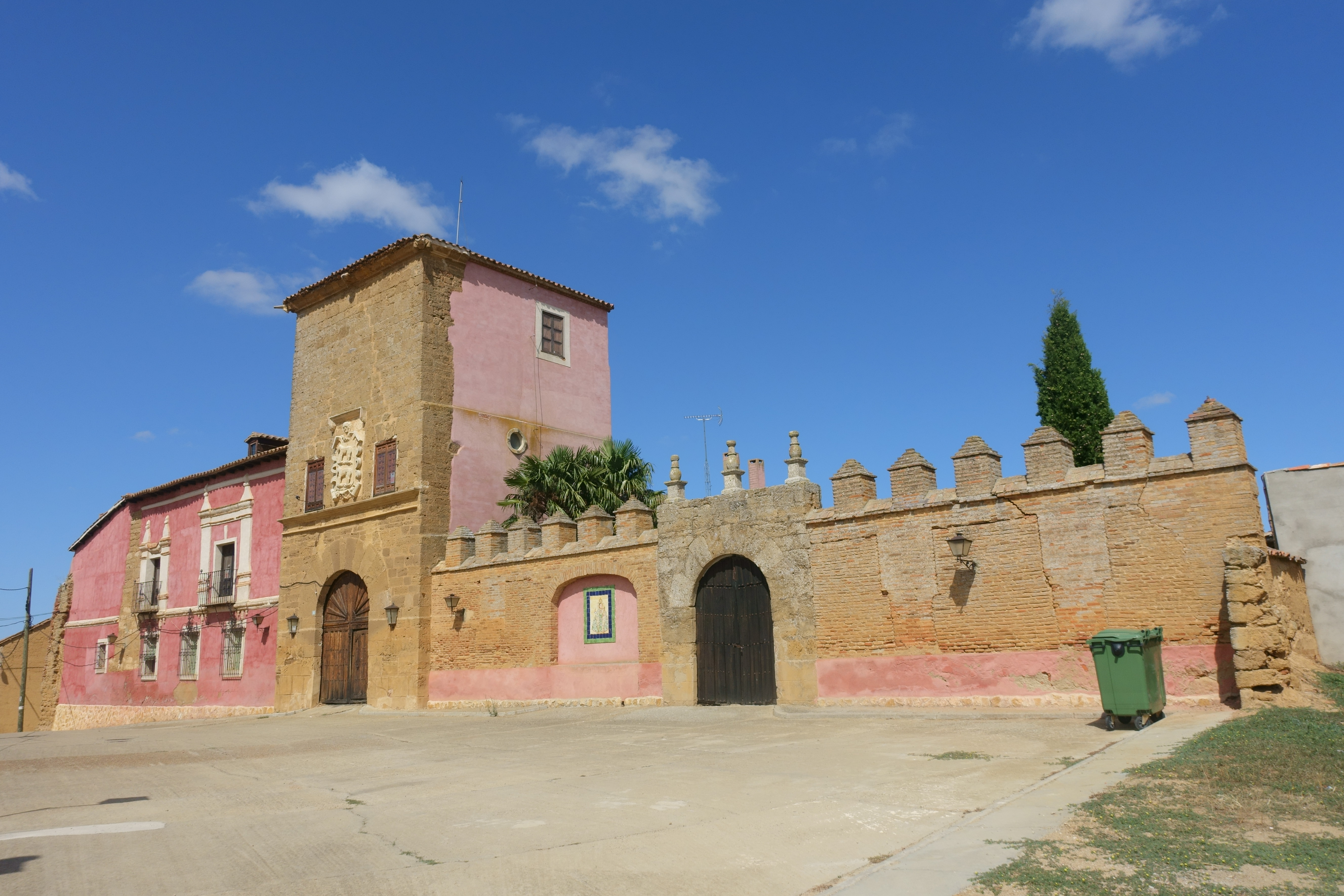
Herzogspalast
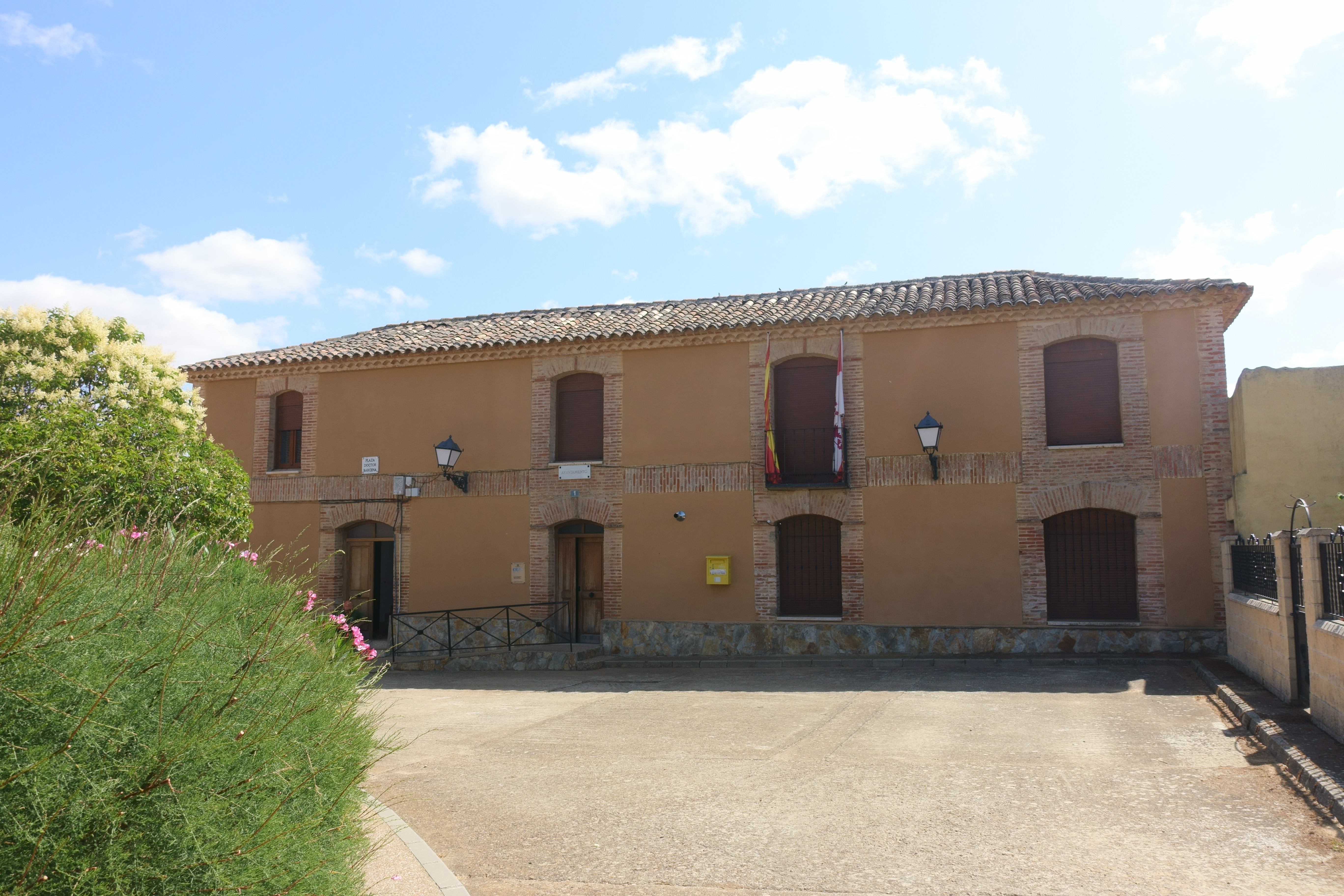
Rathaus